# Elem Klímov
Elem Guérmanovich Klímov (en ruso: Эле́м Ге́рманович Кли́мов; Stalingrado, 9 de julio de 1933-Moscú, 26 de octubre de 2003) fue un director de cine soviético. Estudió en el prestigioso Instituto Pansoviético de Cinematografía (VGIK) y estuvo casado con la también directora de cine Larisa Shepitko.
Pese a que su carrera cinematográfica fue extensa, Klímov es principalmente conocido por su última película, Idí i smotrí (Ven y mira, 1985), una poderosa historia de un adolescente en la Bielorrusia ocupada por los nazis durante la guerra germano-soviética. También dirigió comedias oscuras, películas para niños y largometrajes históricos como, por ejemplo, el drama histórico que alterna el documental y la ficción Agóniya (Agonía, 1981), cuyo protagonista es Grigori Rasputin.

## Biografía
Elem Klímov nació en Stalingrado (hoy Volgogrado) en julio de 1933. Sus padres eran comunistas, y su primer nombre fue un acrónimo derivado de los nombres de Engels, Lenin y Marx. Durante la batalla de Stalingrado, su madre, su hermano menor y él fueron evacuados de sus hogares, y cruzaron el río Volga en una balsa improvisada. Más tarde, Klímov aprovecharía estas experiencias para su célebre película de 1985: Idí i smotrí (Ven y mira).
En 1957, Klímov se graduó en el Instituto Superior de Aviación de Moscú. Posteriormente consideró iniciar su carrera en el periodismo, antes de decidirse por el cine. Se matriculó en la escuela de cine estatal, el Instituto Pansoviético de Cinematografía, donde estudió con el aclamado director Efim Dzigán. Mientras estudiaba en el instituto, Klímov conoció a la cineasta Larisa Shepitko, con quien se casaría. En 1983 fue miembro del jurado en el 33.º Festival Internacional de Cine de Berlín.
El cineasta ruso falleció en octubre de 2003, después de seis semanas en coma.

## Premios y distinciones
Festival Internacional de Cine de Venecia
| Año  | Categoría       | Película                             | Resultado |
| ---- | --------------- | ------------------------------------ | --------- |
| 1982 | Premio FIPRESCI | Agonía: La vida y muerte de Rasputín | Ganador   |